# Derby del Basso Lazio
Il derby del Basso Lazio è la sfida che pone di fronte le squadre italiane di Frosinone e Latina, principali club calcistici dei rispettivi capoluoghi di provincia, distanti tra di loro meno di 60 km.
Il match ha visto le due compagini, nel corso degli anni, confrontarsi in Serie B, Coppa Italia, Serie C, Lega Pro Prima Divisione, Serie C2, Serie D/C.N.D. e altri campionati interregionali, oltre alle gare dispuntate nei tornei regionali. 
Si tratta di un derby molto sentito dalle rispettive tifoserie, appartenenti a due capoluoghi molto diversi sotto il profilo economico, storico, sociale e culturale. Gli incontri hanno assunto un certo rilievo a partire dagli anni 1960 e hanno presentato spesso problemi a causa degli scontri tra supporters, non solo nelle sfide infuocatissime degli anni 1980 ma perfino nei recenti derby di Serie B.

## Storia
Nel torneo di 1946-1947 (quarta serie gestita a livello regionale) si disputò il primo incontro in assoluto tra le due squadre (26/12/1946, Frosinone-La Pontina 0-0). Curiosamente la partita fu sospesa per impraticabilità del campo (il neutro di Ceccano) al 15' del primo tempo con il Latina in vantaggio per 1-0. 

La curva Nord frusinate durante il derby del 3 dicembre 1989 in Serie C2.

Prima degli anni 1960 le due squadre si sono sfidate in gare uifficiali di campionato di livello interregionale in tre sole stagioni: nel torneo di Serie C 1947-1948, in quello di Promozione 1948-1949 (quarta serie) e nel campionato di IV Serie 1952-1953.
Per tornare a vedere il derby in quarta serie bisognerà attendere il campionato di Serie D 1965-1966: i due derby finiti 1-1 consentirono al Frosinone di vincere il campionato con un punto in più dei pontini ed essere promosso in Serie C. 
Per il derby in terza serie si deve invece addirittura aspettare la stagione di Serie C 1973-1974 e, quasi quarant'anni dopo, i campionati di Lega Pro Prima Divisione 2011-2012 e 2012-2013.
Lo scontro diretto del 17/5/1987, vinto 3-0 alla quart'ultima giornata, consentì al Frosinone di vincere il campionato e conquistare la Serie C1, ritrovando la terza serie dopo 12 anni.
Esso inoltre aprì le porte alla retrocessione dei pontini. 
Nel derby di Serie C2 del 19 aprile 2003 il Latina vinse in trasferta a Frosinone con una rete di Simonetti su rigore, con la quale avvicinò i canarini facendoli piombare a ridosso della zona retrocessione. Si tratta dell'unica volta in cui il Latina si è imposto al Matusa di Frosinone in un campionato professionistico (fino alla quarta serie).
La vittoria a Latina (1-0) nel derby del 25 aprile 2004 fu decisiva per la promozione del Frosinone in Serie C1, a distanza di 15 anni dall'ultima volta. Da allora le strade delle due squadre si separarono: il Frosinone dopo la C1 conquistò la Serie B e mantenne la categoria per 5 anni, mentre il Latina subì una retrocessione in Serie D e un fallimento societario che la vide ripartire dall'Eccellenza. 
A distanza di sette anni il Derby del Basso Lazio tornò nella stagione di Lega Pro Prima Divisione. L'11 marzo 2012 i pontini vinsero in casa in nove uomini per 2-0, conquistando una buona fetta in chiave salvezza e pregiudicando il cammino play-off dei ciociari. Nella stagione successiva, il derby al Francioni del 14 ottobre 2012 con le due squadre appaiate al primo posto, valeva la testa della classifica. L'incontro, disputato davanti a 6 250 spettatori, terminò però zero a zero. 
L'esordio per il derby in Serie B avvenne il 2 novembre 2014, con il Frosinone che si affermò in trasferta con un sonoro 1-4. 
Nella stagione di serie B 2016-2017 si disputarono gli ultimi due derby prima dell'ulteriore fallimento societario del Latina calcio. In particolare l'incontro Frosinone - Latina 2-1 del 10 settembre 2016 sarà l'ultimo giocato nel vecchio stadio del Frosinone, prima dell'inaugurazione del nuovo Stadio Benito Stirpe. La vittoria in trasferta 0-1 dei canarini al Francioni del 4 febbraio 2017 viene ricordata come l'ultimo derby prima della ripartenza dei pontini dalla Serie D.
  Frosinone        Latina      Legenda:  (1) Serie A, (2) Serie B, (3) Serie C o III livello, (4) Serie C2/D o IV livello, (5) V livello, (6) Camp. reg., (-) Non iscritto

## Statistiche dei derby e altri dati

### In campionato
Le due compagini si sono incontrate 50 volte in campionato, con 18 vittorie del Frosinone, 21 pareggi e 11 vittorie del Latina. Il computo totale dei gol è di 49 per il Frosinone, contro 41 del Latina. Le vittorie più rotonde per il Frosinone sono state due 4-1 (l'ultimo dei quali ottenuto in trasferta il 2/11/2014), mentre la vittoria più schiacciante del Latina è stato un 4-0 avvenuita il 12 febbraio 1961. Con 5 goal è Federico Dionisi del Frosinone ad avere segnato più reti in assoluto nei derby, mentre con 3 reti all'attivo è Plini il maggior marcatore pontino contro i canarini.
Il derby si è giocato 4 volte in Serie B, 8 volte in Serie C o altri campionati di terza serie, 28 volte in Serie C2 o altri tornei di quarta serie, 6 volte in quinta serie e 4 in campionati a carattere regionale. 
Nel dettaglio tutti e quattro gli incontri in Serie B sono stati vinti dal Frosinone, che con 8 reti segnate e solo 2 subite, si è imposto sia in casa che fuori casa. Il bilancio in serie C1 e altri campionati di terza serie vede una perfetta parità, con 3 vittorie del Latina, 3 del Frosinone e 2 pareggi. Il Frosinone prevale nei restanti campionati, tranne che in quelli a carattere regionale (tutti compresi tra il 1946 e il 1961) nei quali il Latina non ha mai perso, totalizzando 3 vittorie e un pareggio e segnando 7 reti, con solo una al passivo.
Su 25 gare al Francioni sono state 8 le vittorie dei locali, 12 i pareggi e 5 le vittorie degli ospiti, mentre il Matusa si è rivelato un fortino con 13 vittorie dei canarini, 9 pareggi e solo 3 vittorie dei pontini su 25 incontri, di cui nessuna nei campionati professionistici fino alla terza serie.
Statistiche aggiornate al 15/01/2018
| Camp.                | Stagioni | Stagioni | Stagioni | A Frosinone | A Frosinone | A Frosinone | A Frosinone | A Frosinone | A Latina | A Latina | A Latina | A Latina | A Latina | Totale | Totale | Totale | Totale | Totale | Totale |
| Camp.                | da:      | a:       | S        | F           | N           | L           | gF          | gL          | F        | N        | L        | gF       | gL       | G      | F      | N      | L      | gF     | gL     |
| -------------------- | -------- | -------- | -------- | ----------- | ----------- | ----------- | ----------- | ----------- | -------- | -------- | -------- | -------- | -------- | ------ | ------ | ------ | ------ | ------ | ------ |
| Serie B              | 2014-15  | 2016-17  | 2        | 2           | 0           | 0           | 3           | 1           | 2        | 0        | 0        | 5        | 1        | 4      | 4      | 0      | 0      | 8      | 2      |
| III Serie LP1, C, C1 | 1947-48  | 2012-13  | 4        | 3           | 1           | 0           | 7           | 2           | 0        | 1        | 3        | 1        | 5        | 8      | 3      | 2      | 3      | 8      | 7      |
| IV serie C2, D, Pr   | 1948-49  | 2003-04  | 14       | 7           | 6           | 1           | 17          | 6           | 2        | 9        | 3        | 12       | 17       | 28     | 9      | 15     | 4      | 29     | 23     |
| V serie D, CND       | 1992-93  | 1999-00  | 3        | 1           | 1           | 1           | 2           | 2           | 1        | 2        | 0        | 1        | 0        | 6      | 2      | 3      | 1      | 3      | 2      |
| C. Reg. 1D / 1Cat    | 1946-47  | 1960-61  | 2        | 0           | 1           | 1           | 1           | 2           | 0        | 0        | 2        | 0        | 5        | 4      | 0      | 1      | 3      | 1      | 7      |
| Totale               | 1947-48  | 2016-17  | 25       | 13          | 9           | 3           | 30          | 13          | 5        | 12       | 8        | 19       | 28       | 50     | 18     | 21     | 11     | 49     | 41     |

Nel dettaglio, a partire dal 1946, Il Frosinone e il Latina si sono incontrate 51 volte: 
| Num. | Stagione                                  | Data       | Incontro            | Risultato | Marcatori                                                         | Arbitro                 |
| ---- | ----------------------------------------- | ---------- | ------------------- | --------- | ----------------------------------------------------------------- | ----------------------- |
| 1    | Prima Divisione 1946-1947                 | 26-12-1946 | Frosinone - Latina* | 0-1       | Baratella (L)                                                     | Giovannini (RM)         |
| 1    | Prima Divisione 1946-1947                 | -          | Frosinone - Latina* | 0-0       |                                                                   | -                       |
| 2    | Prima Divisione 1946-1947                 | 02-03-1947 | Latina* – Frosinone | 1-0       | 8'st Pieri (L)                                                    | Mori                    |
| 3    | Serie C 1947-1948                         | 01-01-1948 | Latina – Frosinone  | 2-1       | 9' Picchi (L), 5'st Baratella (L), 7'st Spaziani                  | Toni (RM)               |
| 4    | Serie C 1947-1948                         | 02-05-1948 | Frosinone - Latina  | 2-0       | 24' Papetti, 22'st Lazzarini (r.)                                 | Verrocchio (PE)         |
| 5    | Promozione 1948-1949                      | 28-11-1948 | Latina – Frosinone  | 4-1       | 8' Orsini, 11' 33' 18'st Plini (L), 10'st Rinaldi (r.L)           | Biciocchi (RM)          |
| 6    | Promozione 1948-1949                      | 10-05-1949 | Frosinone - Latina  | 0-0       |                                                                   | Menecagli (LI)          |
| 7    | IV Serie 1952-1953                        | 16-11-1952 | Latina – Frosinone  | 3-1       | 7' Fortuna, 43' e 24'st Orsini (L), 2'st Mercatali (L)            | Murtas (CA)             |
| 8    | IV Serie 1952-1953                        | 01-03-1953 | Frosinone - Latina  | 4-1       | 7' 42'st 44'st Quercia, 3'st Fortuna, 38'st Bandini (L)           | Perri (CZ)              |
| 9    | Prima Categoria Lazio 1960-1961           | 23-10-1960 | Frosinone - Latina  | 1-2       | 26' Gasparini (L), 42' Caputi, 30'st Roccato (L)                  | Bartolini (RM)          |
| 10   | Prima Categoria Lazio 1960-1961           | 12-02-1961 | Latina – Frosinone  | 4-0       | 26' Gasparini (L), 36' 40' Pillinini (L), 31'st Crociara (L)      | Tonnina (RM)            |
| 11   | Serie D 1965-1966                         | 09-01-1966 | Frosinone - Latina  | 1-1       | 15' Guarniero (L), 29' Benvenuto                                  | Fuschi (PE)             |
| 12   | Serie D 1965-1966                         | 15-05-1966 | Latina – Frosinone  | 1-1       | 19'st Graziani, 39'st Guarniero (L)                               | Vacchini (MI)           |
| 13   | Serie D 1967-1968                         | 07-01-1968 | Latina – Frosinone  | 0-0       |                                                                   | Castelli (Treviglio)    |
| 14   | Serie D 1967-1968                         | 12-05-1968 | Frosinone - Latina  | 0-0       |                                                                   | Marino (PR)             |
| 15   | Serie D 1968-1969                         | 17-11-1968 | Frosinone - Latina  | 2-2       | 35' 33'st Fumagalli, 9'st Guarniero (L), 30'st Crociara (L)       | Pedretti (MO)           |
| 16   | Serie D 1968-1969                         | 23-03-1969 | Latina – Frosinone  | 0-0       |                                                                   | Bastignana (PV)         |
| 17   | Serie D 1970-1971                         | 04-10-1970 | Latina – Frosinone  | 0-0       |                                                                   | Del Fiandra (MS)        |
| 18   | Serie D 1970-1971                         | 07-02-1971 | Frosinone - Latina  | 0-0       |                                                                   | Cesari (BO)             |
| 19   | Serie C 1973-1974                         | 23-12-1973 | Frosinone - Latina  | 2-0       | 11' Vescovi, 16'st Palanca                                        | Scolari (VR)            |
| 20   | Serie C 1973-1974                         | 19-05-1974 | Latina – Frosinone  | 1-0       | 45' Di Carlo (L)                                                  | Pieri (GE)              |
| 21   | Serie D 1975-1976                         | 23-11-1975 | Frosinone - Latina  | 1-0       | 42'st Guigia (r.)                                                 | Testa (Prato)           |
| 22   | Serie D 1975-1976                         | 04-04-1976 | Latina – Frosinone  | 1-1       | 37'st Morano (L), 39'st Cremaschi                                 | Autieri (Torre Annunz.) |
| 23   | Serie D 1976-1977                         | 10-10-1976 | Latina – Frosinone  | 3-1       | 17' Caiazza (L), 24' Luconi, 30' Rispoli (L), 7'st Pezzuoli (L)   | Creati (Acireale)       |
| 24   | Serie D 1976-1977                         | 13-02-1977 | Frosinone - Latina  | 2-0       | 40' Passarani, 45' Santarelli (r.)                                | Vallesi (PI)            |
| 25   | Serie C2 1982-1983                        | 05-12-1982 | Frosinone - Latina  | 1-0       | 37'st Santarelli                                                  | Creati (Acireale)       |
| 26   | Serie C2 1982-1983                        | 01-05-1983 | Latina – Frosinone  | 0-0       |                                                                   | Scevola (MI)            |
| 27   | Serie C2 1983-1984                        | 18-12-1983 | Latina – Frosinone  | 1-2       | 6' 21'st Pepe, 26' Di Trapano (L)                                 | Mellino (KR)            |
| 28   | Serie C2 1983-1984                        | 13-05-1984 | Frosinone - Latina  | 1-0       | 4' Marsiglioni (L, aut.)                                          | Bettini (Forlì)         |
| 29   | Serie C2 1986-1987                        | 21-12-1986 | Latina – Frosinone  | 1-1       | 19' Morgagni (L, aut.), 21' Mannarelli (L)                        | Gargiulo (NA)           |
| 30   | Serie C2 1986-1987                        | 17-05-1987 | Frosinone - Latina  | 3-0       | 31' Gaudino, 29'st Orlandi, 43'st Fantoni                         | Beschin (Legnago)       |
| 31   | Serie C2 1989-1990                        | 03-12-1989 | Frosinone - Latina  | 1-1       | 40' Scaglia, 28'st Bigotto (L)                                    | Contente (SA)           |
| 32   | Serie C2 1989-1990                        | 29-04-1990 | Latina – Frosinone  | 2-2       | 6' De Angelis (L), 17' Bigotto (L), 35' Barbetta, 46' Lancioni    | Franceschini (BA)       |
| 33   | Campionato Nazionale Dilettanti 1992-1993 | 01-11-1992 | Frosinone - Latina  | 0-0       |                                                                   | Botta (CH)              |
| 34   | Campionato Nazionale Dilettanti 1992-1993 | 14-06-1993 | Latina – Frosinone  | 0-1       | 29' De Feo                                                        | D'Amato (Barletta)      |
| 35   | Campionato Nazionale Dilettanti 1993-1994 | 05-09-1993 | Frosinone - Latina  | 0-1       | 19' Monti (L)                                                     | Paparesta (BA)          |
| 36   | Campionato Nazionale Dilettanti 1993-1994 | 09-01-1994 | Latina – Frosinone  | 0-0       |                                                                   | Linfatici (Viareggio)   |
| 37   | Serie D 1999-2000                         | 17-10-1999 | Frosinone - Latina  | 2-1       | 15' Neri, 29' Carnevale, 20'st Neroni (L)                         | Morgante (ME)           |
| 38   | Serie D 1999-2000                         | 05-03-2000 | Latina – Frosinone  | 0-0       |                                                                   | Paventa (Tivoli)        |
| 39   | Serie C2 2002-2003                        | 01-12-2002 | Latina – Frosinone  | 1-1       | 2' Simonetti (L), 42'st Testa                                     | Mazzoleni (BG)          |
| 40   | Serie C2 2002-2003                        | 19-04-2003 | Frosinone - Latina  | 0-1       | 21' Simonetti (L, r.)                                             | Mariuzzo (VE)           |
| 41   | Serie C2 2003-2004                        | 14-12-2003 | Frosinone - Latina  | 1-0       | 16'st Manca                                                       | Marelli (CO)            |
| 42   | Serie C2 2003-2004                        | 25-04-2004 | Latina – Frosinone  | 0-1       | 28' Aquino                                                        | Tonolini (MI)           |
| 43   | Lega Pro Prima Divisione 2011-2012        | 23-10-2011 | Frosinone - Latina  | 1-1       | 8' Ganci, 33' Berardi (L)                                         | Abbattista (Molfetta)   |
| 44   | Lega Pro Prima Divisione 2011-2012        | 11-03-2012 | Latina – Frosinone  | 2-0       | 26'st Burrai (L, r.), 35' Giacomini (L)                           | Fabbri (RA)             |
| 45   | Lega Pro Prima Divisione 2012-2013        | 14-10-2012 | Latina – Frosinone  | 0-0       |                                                                   | Ros (PN)                |
| 46   | Lega Pro Prima Divisione 2012-2013        | 03-03-2013 | Frosinone - Latina  | 2-1       | 5' Aurelio, 47' Carrus (r.), 44'st Jefferson (L)                  | Aureliano (BO)          |
| 47   | Serie B 2014-2015                         | 02-11-2014 | Latina – Frosinone  | 1-4       | 15' 18' D. Ciofani, 7'st Dionisi, 18'st Doudou (L), 31'st Curiale | Marchiori (FE)          |
| 48   | Serie B 2014-2015                         | 14-04-2015 | Frosinone - Latina  | 1-0       | 31' Dionisi (r.)                                                  | Fabbri (RA)             |
| 49   | Serie B 2016-2017                         | 10-09-2016 | Frosinone - Latina  | 2-1       | 7'st 19'st Dionisi, 42'st Acosty (L)                              | Pasqua (Tivoli)         |
| 50   | Serie B 2016-2017                         | 04-02-2017 | Latina – Frosinone  | 0-1       | 38' Dionisi (r.)                                                  | Manganiello (Pinerolo)  |

* Stagione 1946-47: La gara di andata col Latina (fino al 1950 denominata Associazione Sportiva La Pontina Latina), disputata sul neutro di Ceccano, fu sospesa per impraticabilità del campo al 15' del primo tempo e fu quindi ripetuta.

### In Coppa Italia
Nelle gare di Coppa Italia Frosinone e Latina si sono incontrate complessivamente 18 volte. Sono 7 le vittorie del Frosinone, 5 quelle del Latina e 6 i pareggi, con 29 gol all'attivo per il Frosinone e 21 per il Latina.
Gli ultimi due confronti sono stati in Coppa Italia Serie D nella stagione 2000-2001, rispettivamente Latina-Frosinone 1-1 del 15/11/2000 e Frosinone-Latina 6-5 dopo i calci di rigore (1-1 dopo i tempi regolamentari) del 29/11/2000. 
L'ultima vittoria dei pontini risale al 07/09/1988 in Coppa Italia Serie C grazie a un 2 a 0 in casa, con il Latina che quella stagione militava in Serie C2 ed il Frosinone in C1.
La vittoria più pesante per i ciociari è il 6-1 casalingo maturato nella stagione di Coppa Italia Serie C 1982-1983. 
Il capocannoniere dei derby di Coppa Italia è, con 5 reti, Paolo Santarelli del Frosinone.
Statistiche aggiornate al 15/01/2018
| Camp.                           | Stagioni | Stagioni | Stagioni | A Frosinone | A Frosinone | A Frosinone | A Frosinone | A Frosinone | A Latina | A Latina | A Latina | A Latina | A Latina | Totale | Totale | Totale | Totale | Totale | Totale |
| Camp.                           | da:      | a:       | S        | F           | N           | L           | gF          | gL          | F        | N        | L        | gF       | gL       | G      | F      | N      | L      | gF     | gL     |
| ------------------------------- | -------- | -------- | -------- | ----------- | ----------- | ----------- | ----------- | ----------- | -------- | -------- | -------- | -------- | -------- | ------ | ------ | ------ | ------ | ------ | ------ |
| Coppa Italia Semiprofessionisti | 1972-73  | 1977-78  | 4        | 3           | 1           | 0           | 9           | 2           | 0        | 0        | 4        | 3        | 8        | 8      | 3      | 1      | 4      | 12     | 10     |
| Coppa Italia Serie C            | 1981-82  | 1992-93  | 5        | 2           | 2           | 0           | 8           | 2           | 1        | 2        | 1        | 2        | 3        | 8      | 3      | 4      | 1      | 10     | 5      |
| Coppa Italia Serie D            | 2000-01  | 2000-01  | 1        | 1           | 0           | 0           | 6           | 5           | 0        | 1        | 0        | 1        | 1        | 2      | 1      | 1      | 0      | 7      | 6      |
| Totale                          | 1972-73  | 2000-01  | 10       | 6           | 3           | 0           | 23          | 9           | 1        | 3        | 5        | 6        | 12       | 18     | 7      | 6      | 5      | 29     | 21     |

Nel dettaglio, il Frosinone e il Latina si sono incontrate 18 volte in Coppa Italia: 
| Num. | Stagione                                  | Data       | Incontro           | Risultato     | Marcatori                                                                                   |
| ---- | ----------------------------------------- | ---------- | ------------------ | ------------- | ------------------------------------------------------------------------------------------- |
| 1    | Coppa Italia Semiprofessionisti 1972-1973 | 30-08-1972 | Frosinone - Latina | 1-0           | 12' Maselli                                                                                 |
| 2    | Coppa Italia Semiprofessionisti 1972-1973 | 10-09-1972 | Latina - Frosinone | 2-1           | 1' Martinelli (L), 4' Massari (aut.), 59' Buttino                                           |
| 3    | Coppa Italia Semiprofessionisti 1973-1974 | 26-08-1973 | Frosinone - Latina | 2-0           | 11' Palanca, 36' Brunello                                                                   |
| 4    | Coppa Italia Semiprofessionisti 1973-1974 | 05-09-1973 | Latina - Frosinone | 1-0           | 51' Ascagni (L)                                                                             |
| 5    | Coppa Italia Semiprofessionisti 1974-1975 | 28-08-1974 | Frosinone - Latina | 5-1           | 16' Monaco G., 30' 89' Santarelli, 45' (r) Colletti, 55' Borrelli, 83' Caiazza (L, r)       |
| 6    | Coppa Italia Semiprofessionisti 1974-1975 | 08-09-1974 | Latina - Frosinone | 2-1           | 18' Frisenda (L), 35' Colletti, 45' De Foglio (L)                                           |
| 7    | Coppa Italia Semiprofessionisti 1977-1978 | 28-08-1977 | Frosinone - Latina | 1-1           | 7' Fedigati (L), 77' Cimenti                                                                |
| 8    | Coppa Italia Semiprofessionisti 1977-1978 | 07-09-1977 | Latina - Frosinone | 3-1           | 30' 84' Caiazza (L), 33' Daldin, 72' Rispoli (L)                                            |
| 9    | Coppa Italia Serie C 1981-1982            | 26-08-1981 | Frosinone - Latina | 0-0           |                                                                                             |
| 10   | Coppa Italia Serie C 1981-1982            | 13-09-1992 | Latina - Frosinone | 0-1           | 63' Gabbriellini                                                                            |
| 11   | Coppa Italia Serie C 1982-1983            | 29-08-1982 | Latina - Frosinone | 0-0           |                                                                                             |
| 12   | Coppa Italia Serie C 1982-1983            | 12-09-1982 | Frosinone - Latina | 6-1           | 20' Farinelli, 26' Persiani, 34'(r) 48' 83' Santarelli, 64' Del Prete G. (L, r), 67' Monaco |
| 13   | Coppa Italia Serie C 1988-1989            | 28-08-1988 | Frosinone - Latina | 1-0           | 53' Berardi                                                                                 |
| 14   | Coppa Italia Serie C 1988-1989            | 07-09-1988 | Latina - Frosinone | 2-0           | 44' Cavezzi (L), 53' Caso (L)                                                               |
| 15   | Coppa Italia Serie C 1989-1990            | 10-09-1989 | Latina - Frosinone | 1-1           | 44' Pepe V., 64' Parlato (L)                                                                |
| 16   | Coppa Italia Serie C 1992-1993            | 23-08-1992 | Frosinone - Latina | 1-1           | 18' Pugliatti (L), 92' Russo                                                                |
| 17   | Coppa Italia Serie D 2000-2001            | 15-11-2000 | Latina - Frosinone | 1-1           | 9' Prosia (L), 51' Testa                                                                    |
| 18   | Coppa Italia Serie D 2000-2001            | 29-11-2000 | Frosinone - Latina | 1-1 (5-4 dtr) | 52' Santopadre, 70' Izzillo (L)                                                             |

### Calciatori
Diversi calciatori hanno disputato il derby in campionato indossando nella loro carriera tutte e due le maglie: Atzori, Brunello e Vacca (promossi sia con il Frosinone che con il Latina) e i difensori Amato, Calisti, Gagliarducci, Gorghetto, Garzia, Gerli, Maggiolini, Pascucci, Sabatelli, Sanguedolce, Vitale; i centrocampisti Buonocore, Cosimi, Di Trapano (indimenticata bandiera nerazzurra), Lombardozzi, Marchetti, Passalacqua Robbiati; gli attaccanti Albani, Artistico, Di Pietro, Jefferson, Mariotti, Mandarelli.
In campionato con 5 goal il record di segnature appartiene è Federico Dionisi del Frosinone, mentre con 3 reti all'attivo è Plini il maggior marcatore pontino contro i canarini. 
In Coppa Italia il capocannoniere dei derby è, con 5 reti, Paolo Santarelli del Frosinone. Sue sono la tripletta nel 6-1 casalingo della stagione 1982-1983 e la doppietta del 5-1, sempre in casa, nel 1974.

## Rapporti tra le tifoserie e controversie
La rivalità per le due tifoserie ha da sempre animato il Derby del Basso Lazio. La militanza negli stessi campionati per molte stagioni, la vicinanza geografica tra i due capoluoghi di provincia e altre questioni di tipo storico e culturale hanno mantenuto alta negli anni la rivalità.
I derby hanno spesso riservato problemi tra le tifoserie anche nelle serie minori come per esempio al Matusa il 5 settembre 1993 (campionato C.N.D. girone G) con sassaiole e ferimento di agenti.
Tra i derby più tesi in termini di ordine pubblico si ricorda quello che c'è stato a Latina nel 2002 in occasione del quale cinque feriti tra le forze dell'ordine dovettero essere ricoverati in seguito agli scontri.
Prima dell'inizio di Latina-Frosinone del 2/11/2014, storico primo derby in Serie B, un oggetto colpì il vetro del pullman del Frosinone Calcio provocando il ferimento del team manager. 
Gli scontri verbali tra le parti hanno visto protagonisti anche giocatori legati alle rispettive squadre. Massimo Zappino, calciatore del Frosinone, nel derby al Matusa nella stagione 2012-2013 venne fotografato con una maglietta che riportava la scritta “Pontino bastardo”.
Mattia Perin, originario di Latina, dopo l'infortunio al legamento crociato che lo escluse dal campionato d'Europa 2016 ricevette dai tifosi canarini un augurio di pessimo gusto, che alludeva a un infarto; il portiere aveva insultato il popolo ciociaro con un messaggio sulle marocchinate che destò ampio sdegno a livello nazionale e per il quale fu costretto subito a scusarsi.